# John Sinclair (baron)
John Sinclair, 1. baron Pentland GCSI, GCIE (ur. 7 lipca 1860, zm. 11 stycznia 1925) – brytyjski polityk, członek Partii Liberalnej, minister w rządach Henry’ego Campbella-Bannermana i Herberta Henry’ego Asquitha.

## Życiorys
Po odbyciu służby wojskowej Sinclair rozpoczął karierę polityczną. W 1892 r. został wybrany do Izby Gmin jako reprezentant okręgu Dunbartonshire. Miejsce w parlamencie utracił po przegranych wyborach w 1895 r. Odzyskał je w 1897 r., kiedy to wygrał wybory uzupełniające w okręgu Forfarshire. Przez wiele lat był parlamentarnym sekretarzem sir Henry’ego Campbella-Bannermana. Był również adiutantem i oficjalnym sekretarzem lorda Aberdeena, kiedy ten był lordem namiestnikiem Irlandii i gubernatorem generalnym Kanady.
W 1905 r. Sinclair został członkiem Tajnej Rady oraz ministrem ds. Szkocji. W 1909 r. otrzymał tytuł 1. baron Pentland i zasiadł w Izbie Lordów. W latach 1912–1919 był gubernatorem Madrasu. Był kawalerem Krzyża Wielkiego Orderu Gwiazdy Indii oraz Orderu Imperium Indyjskiego.
12 lipca 1904 r. poślubił lady Marjorie Adeline Gordon (7 grudnia 1880 – 26 lipca 1970), córkę Johna Hamiltona-Gordona, 1. markiza Aberdeen i Temair, oraz Ishbel Marjoribanks, córki 1. barona Tweedmouth. John i Marjorie mieli razem syna i córkę:
- Henry John Sinclair (6 czerwca 1907 – 14 lutego 1984), 2. baron Pentland
- Margaret Sinclair (ur. 1906)

Lord Pentland zmarł w 1925 r. Tytuł parowski odziedziczył jego jedyny syn.